# Långseruds kyrka
Långseruds kyrka är en kyrkobyggnad i Kyrkebol i Säffle kommun. Den är församlingskyrka i Långseruds församling. Kyrkan ligger vid sjön Aspens södra strand. Inom Långseruds socken fanns under medeltiden tre kyrkor och kapell, nämligen Åstenskogs kyrka, Lönnskogs kapell och Långseruds kyrka. De två förstnämnda övergavs sannolikt under medeltiden eller strax efter reformationen; vid arkeologiska undersökningar 1959 blottlades på respektive ödekyrkogård grunden till en träkyrka med långhus och smalare, rakt avslutat kor. Den medeltida kyrkplatsen i Långserud är ännu i bruk.

## Kyrkobyggnaden
Långseruds kyrka är byggd i korsform av fyrkantigt liggtimmer. Ytterväggarna är täckta med falurödfärgade spån och yttertaken är klädda med tjärade spån. I öster finns ett tresidigt avslutat korparti med en vidbyggd sakristia. Framför västra och södra gaveln finns vidbyggda vapenhus med ingångar. Ytterligare ingångar finns i den norra korsarmen samt genom sakristian. Kyrkorummet har ett trägolv som är högre beläget i koret. Innerväggarna har gråmålad slätpanel och taket har gråmålat tunnvalv. Läktare finns i västra, norra och södra korsarmen.

### Tillkomst och ombyggnader
Om nuvarande träkyrka har några medeltida partier bevarade är okänt. Långhuset med det tresidiga korpartiet fick sannolikt sin form under 1600-talet. En genomgripande ombyggnad genomfördes 1722 då korsarmar uppfördes, åt norr och söder. Ännu en stor ombyggnad genomfördes 1769 då kyrkan förlängdes åtta meter åt väster. En ny grund lades då och hela kyrkan höjdes. Sakristia och vapenhus byggdes till. Kyrkorummets platta innertak byttes ut mot ett välvt innertak av trä. Nya fönster togs upp och gamla förstorades. Även senare har flera förändringar genomförts, exteriört såväl som interiört. 1776 kläddes kyrkorummets väggar in med brädor. 1781 målades kyrkorummet av målarmästare Eric Jonaerus då väggar och tak målades i pärlgrått. I korsmittens valv målades en strålande sol och på korväggen bakom altaret tillkom en draperimålning.

### Ombyggnader på 1800-talet och 1900-talet
På 1840-talet upptogs korfönster och ett läktarfönster. 1853 byggdes läktare i södra korsarmen och ett nytt fönster togs upp där. Vid en omfattande restaurering 1886 - 1887 ägde kyrkorummets största förändring rum. Slutna bänkinredningen revs ut och ersattes av nuvarande öppna bänkinredning. Läktarna fick sin nuvarande utformning och en ny predikstol sattes upp. En genomgripande restaurering genomfördes 1924 - 1925 med Melchior Wernstedt som arkitekt. Flera av 1800-talets tillägg avlägsnades, däribland predikstolen. Korfönstren sattes igen och korets draperimålning återställdes. Avsikten med restaureringen var att återskapa delar av 1700-talets interiör. Åren 1963 - 1965 genomfördes en renovering under ledning av Ragnar Jonsson då fönster byttes ut och kyrkorummet målades om i 1700-talets färgskala.

## Klockstapel
1742 uppfördes en fristående klockstapel som ersatte ett kyrktorn vid västra sidan. Nuvarande klockstapel som uppfördes 1914 är en kopia av den gamla stapeln. Stapeln har spånklädda falurödfärgade fasader och täcks av ett svängt, barockinspirerat, kupoltak med tjärade spånor. Åt samtliga väderstreck finns vitmålade tornluckor. Ingången ligger vid sydfasadens östra del.

## Inventarier
- Altaruppsats tillkommen i två delar. Den äldre från 1735 skulpterad av bildhuggaren Nils Falk. Efter att kyrkorummet byggdes om och innertaket höjdes tillkom den nedre delen av altaruppsatsen 1781.[1]
- Dopfunten av täljsten är från början av 1200-talet. Sannolikt är funten ett norskt arbete, eventuellt av den så kallade "Tune-mästaren". Dopfunten är huggen i två block och saknar uttömningshål.
- Ett åttakantigt dopfat av mässing är prytt med änglahuvuden och tillverkades på 1940-talet av konstsmeden Lars Holmström i Arvika.
- Predikstolen i renässansstil, prydd med ornamentik, är från mitten av 1600-talet. Predikstolen togs ned 1886 men återinsattes 1925.
- En femsidig predikstol från 1886 togs ned 1925 och förvaras på norra läktaren.

- I koret finns två psalmnummertavlor snidade av bildhuggaren Isak Schullström. De barockinfluerade psalmtavlorna är burna av änglar.
- En ljuskrona i barockstil från 1727 är av mässing och håller upp tolv ljus.

### Orgel
- En orgel med 6 stämmor flyttades hit 1852/1853. Den köptes från Norra Råda kyrka och bekostades av brukspatronen A Bergmark på Kyrkebol. Församlingen var då tveksam till om en orgel alls behövdes.[2]
- Den nuvarande orgeln byggdes 1917 av Eskil Lundén, Göteborg och är en mekanisk orgel med pneumatiska lådor. Den har fria och fasta kombinationer samt registersvällare. 1982 renoverades orgeln av Bröderna Moberg, Sandviken.

| Huvudverk I         | Svällverk II        | Pedal         | Koppel    |
| Borduna 16´         | Violin Principal 8´ | Subbas 16´    | I/P       |
| Principal 8´        | Rörflöjt 8'         | Borduna 8´    | II/P      |
| Flûte harmonique 8' | Salicional 8'       | Violoncell 8´ | II/I      |
| Dolce 8'            | Voix Celeste 8'     |               | I 4'/I    |
| Gamba 8'            | Violin 4'           |               | II 16'/II |
| Octava 4'           | Crescendosvällare   |               |           |
| Rörflöjt 4'         |                     |               |           |
| Octava 2'           |                     |               |           |
| Trumpet 8'          |                     |               |           |

## Bildgalleri

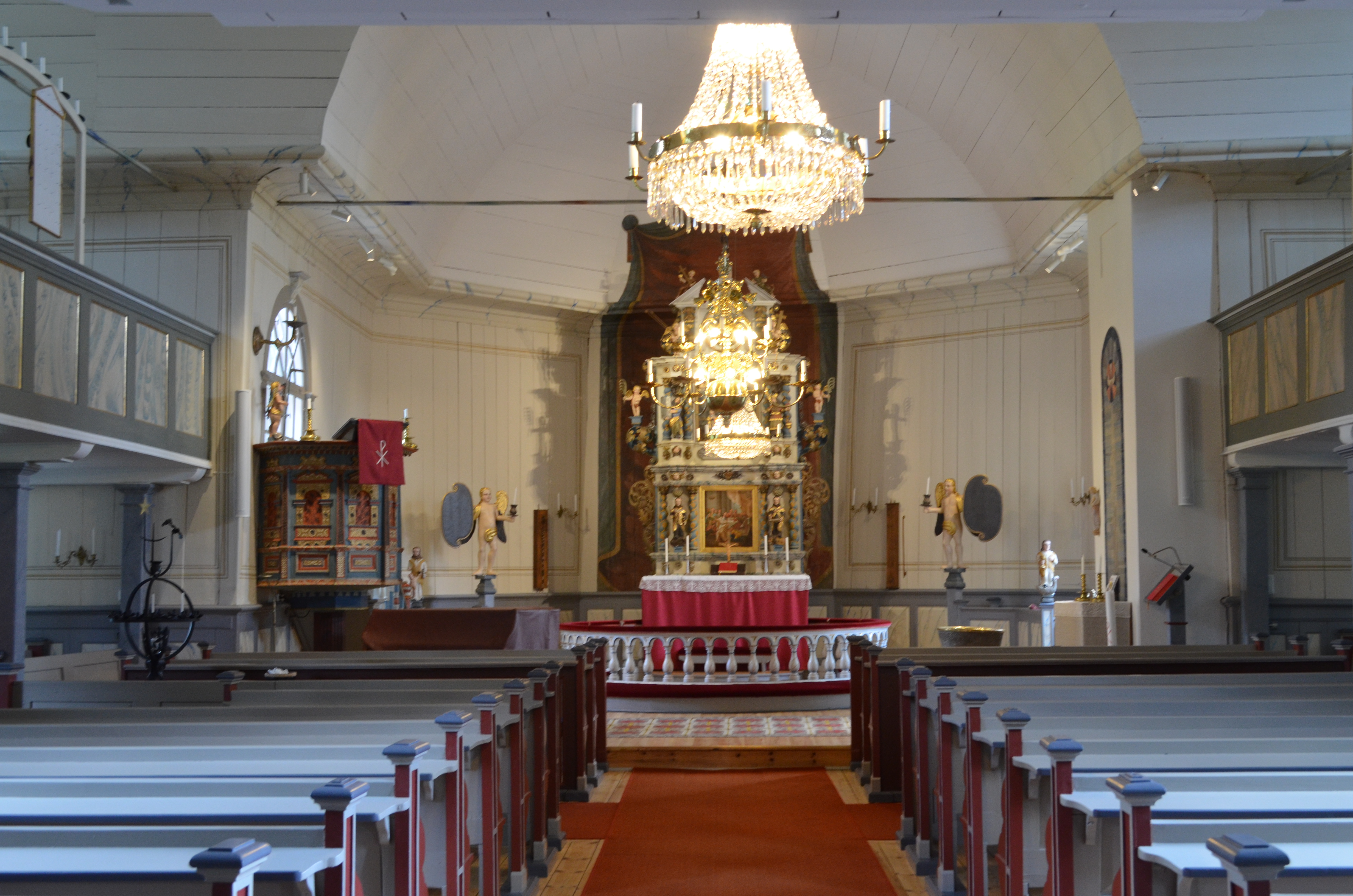
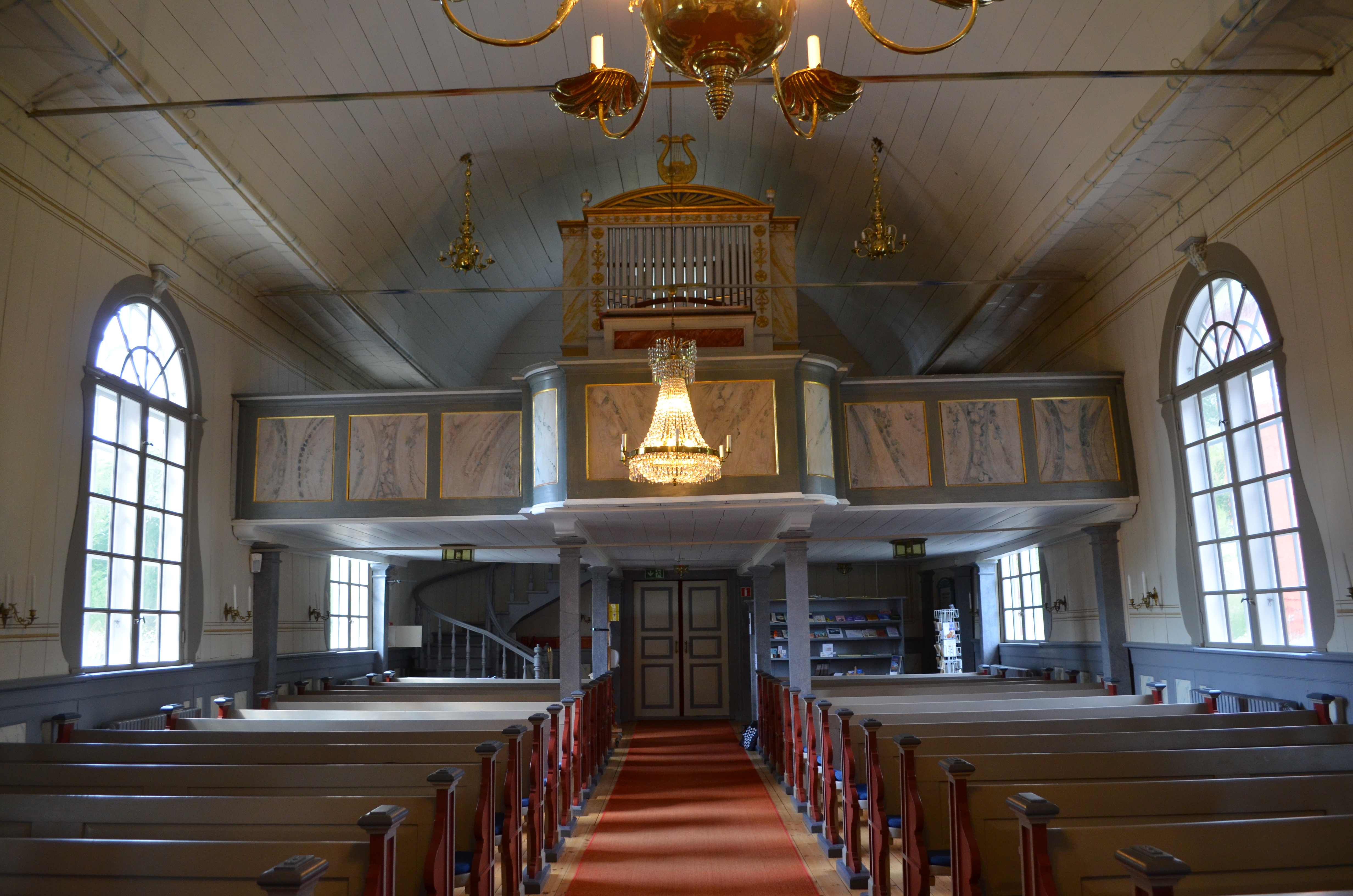
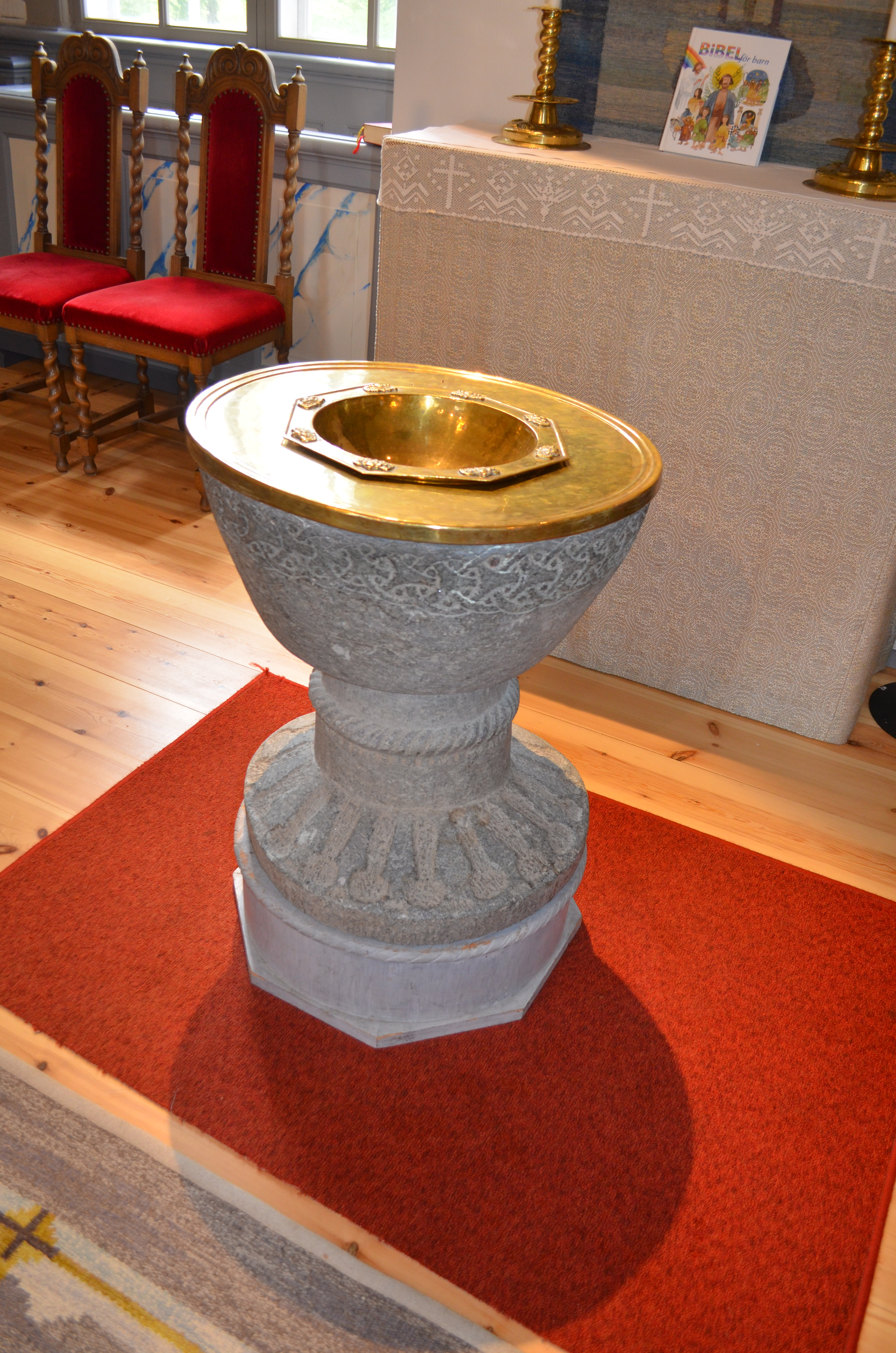
Långseruds kyrkas dopfunt
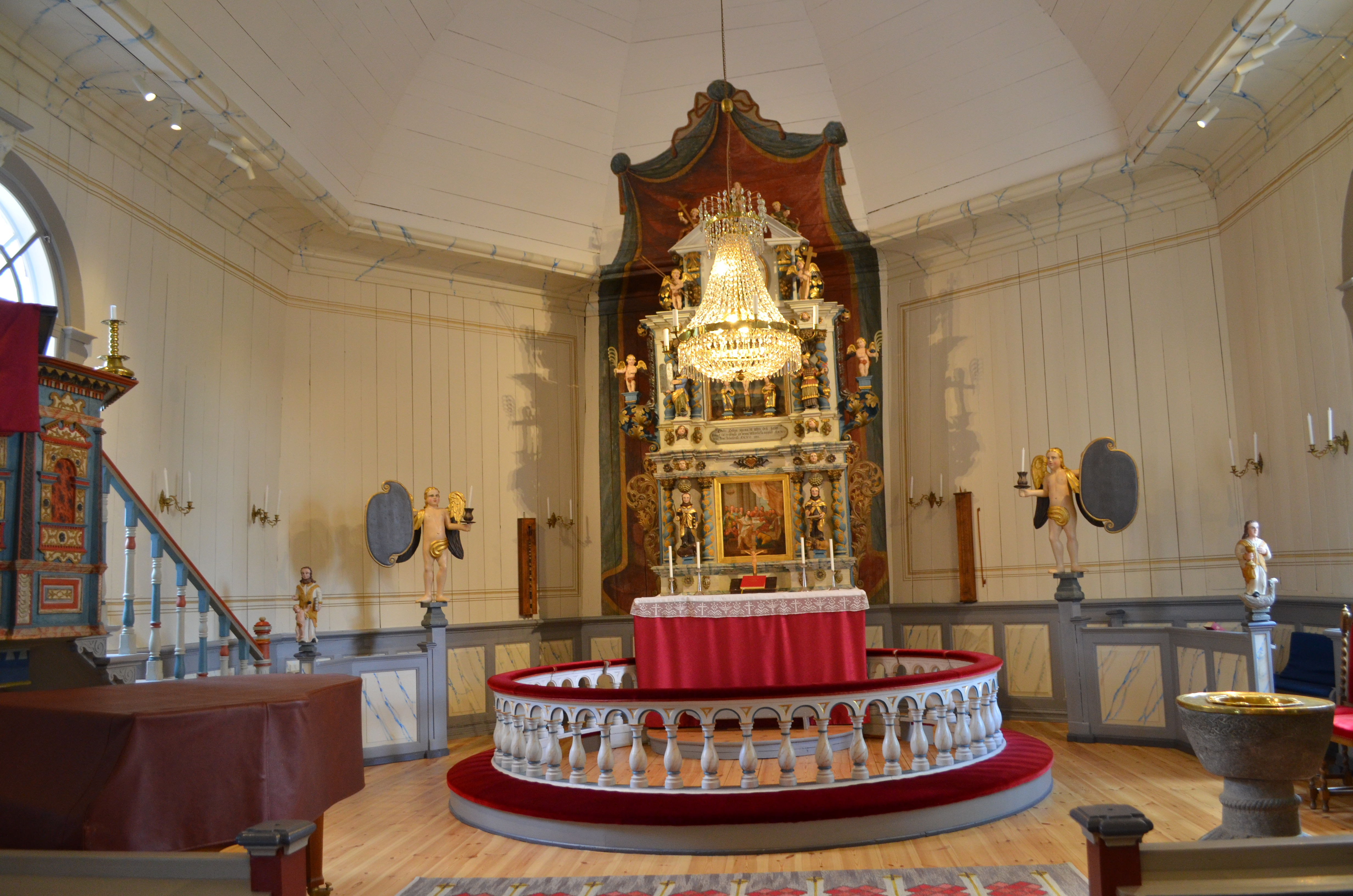
Långseruds kyrkas altare
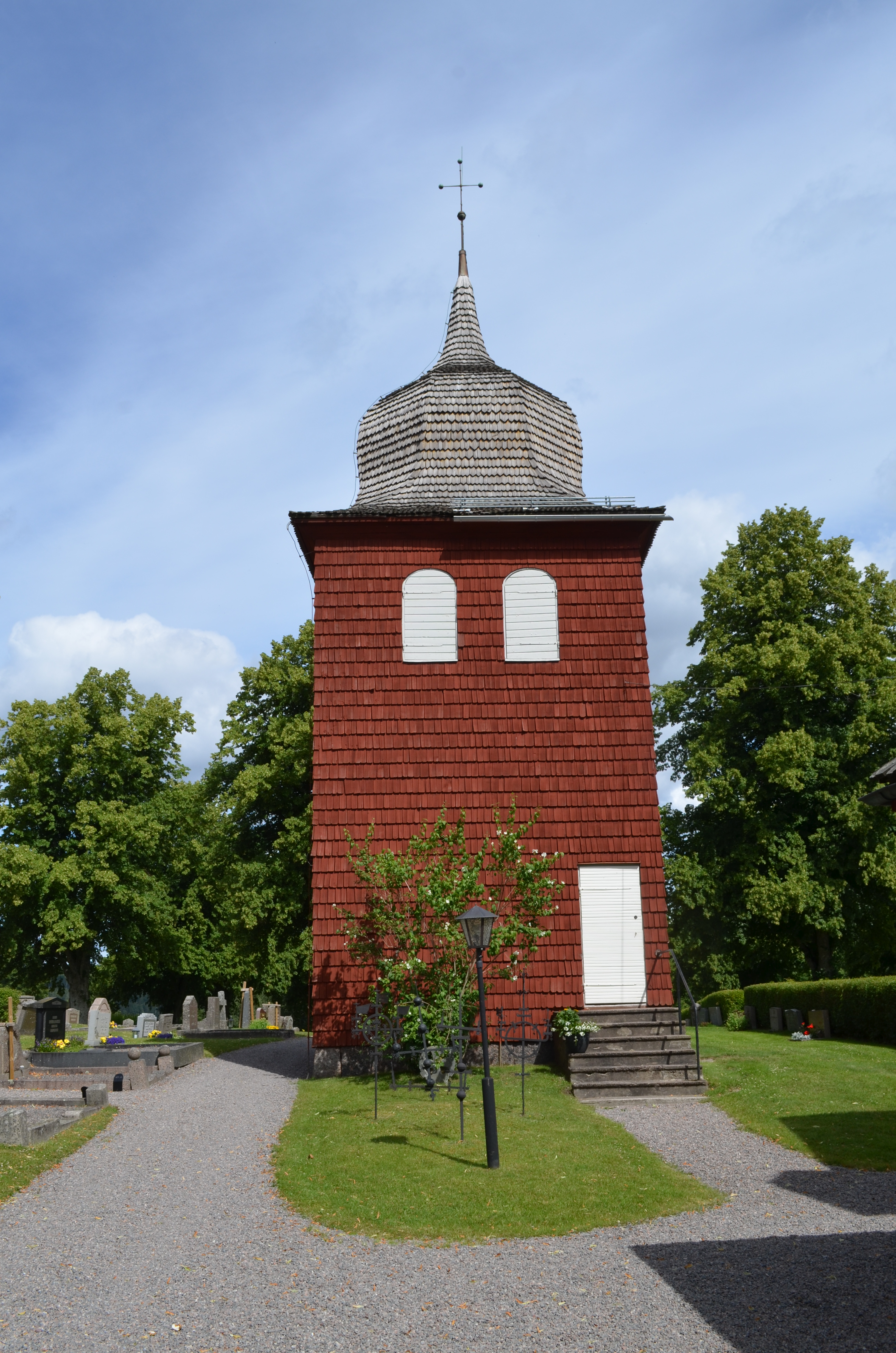
Långseruds kyrkas klockstapel